# (7306) Panizon
(7306) Panizon est un astéroïde de la ceinture principale, découvert le 6 mars 1994 à Stroncone. Il porte le nom du pédiatre italien Franco Panizon.